# Paranomis nodicosta
Paranomis nodicosta là một loài bướm đêm trong họ Crambidae.